# Zákony Brooklynu
Zákony Brooklynu (v anglickém originále Brooklyn Rules) je americký kriminální film z roku 2007. Režisérem filmu je Michael Corrente. Hlavní role ve filmu ztvárnili Alec Baldwin, Freddie Prinze Jr., Scott Caan, Jerry Ferrara a Mena Suvari.

## Obsazení
| Alec Baldwin       | Caesar       |
| Freddie Prinze Jr. | Michael      |
| Scott Caan         | Carmine      |
| Jerry Ferrara      | Bobby        |
| Mena Suvari        | Ellen        |
| Monica Keena       | Amy          |
| Ty Reed            | malý Carmine |
| Benny Salerno      | vrátný       |